# Cantonul Puy-l'Évêque
Cantonul Puy-l'Évêque este un canton din arondismentul Cahors, departamentul Lot, regiunea Midi-Pyrénées, Franța.

## Comune
- Cassagnes
- Duravel
- Floressas
- Grézels
- Lacapelle-Cabanac
- Lagardelle
- Mauroux
- Montcabrier
- Pescadoires
- Prayssac
- Puy-l'Évêque (reședință)
- Saint-Martin-le-Redon
- Sérignac
- Soturac
- Touzac
- Vire-sur-Lot